# Самарский переулок
Сама́рский переу́лок — бывшая улица в центре Москвы в Мещанском районе Центрального административного округа, проходила между Олимпийским проспектом и улицей Дурова. До сих пор указывается на многих картах.

## Происхождение названия
Переулок получил название в XIX веке по находившимся в нем Самарским баням. До этого он назывался Салтыковский — по соседним владениям графа Салтыкова (ныне здесь Екатерининский парк, ранее сад ЦДРА). Ещё раньше переулок был известен как Божедомская улица.

## Расположение
Самарский переулок начинался как продолжение Делегатской улицы от улицы Дурова и проходил на северо-восток мимо Екатерининского парка (слева) до Олимпийского проспекта.